# Fraccionamiento Rancho Valle del Lago
Fraccionamiento Rancho Valle del Lago är en ort i Mexiko.   Den ligger i kommunen Tlacolula de Matamoros och delstaten Oaxaca, i den sydöstra delen av landet, 400 km sydost om huvudstaden Mexico City. Fraccionamiento Rancho Valle del Lago ligger 1 601 meter över havet och antalet invånare är 613.
Terrängen runt Fraccionamiento Rancho Valle del Lago är varierad. Runt Fraccionamiento Rancho Valle del Lago är det ganska tätbefolkat, med 56 invånare per kvadratkilometer. Närmaste större samhälle är Tlacolula de Matamoros, 3,7 km sydost om Fraccionamiento Rancho Valle del Lago. Trakten runt Fraccionamiento Rancho Valle del Lago består i huvudsak av gräsmarker.